# Cantone di Le Collet-de-Dèze
Il Cantone di Le Collet-de-Dèze è una divisione amministrativa dell'Arrondissement di Florac.
È stato costituito a seguito della riforma approvata con decreto del 25 febbraio 2014, che ha avuto attuazione dopo le elezioni dipartimentali del 2015.

## Composizione
Comprendeva inizialmente 25 comuni ridottisi a 23 dal 1º gennaio 2016 a seguito della fusione dei comuni di Saint-Frézal-de-Ventalon e Saint-Andéol-de-Clerguemort per formare il nuovo comune di Ventalon-en-Cévennes e di Saint-Julien-d'Arpaon e Saint-Laurent-de-Trèves per formare il nuovo comune di Cans-et-Cévennes.:
- Barre-des-Cévennes
- Bassurels
- Cans-et-Cévennes
- Cassagnas
- Le Collet-de-Dèze
- Fraissinet-de-Fourques
- Gabriac
- Moissac-Vallée-Française
- Molezon
- Le Pompidou
- Rousses
- Saint-André-de-Lancize
- Saint-Étienne-Vallée-Française
- Saint-Germain-de-Calberte
- Saint-Hilaire-de-Lavit
- Saint-Julien-des-Points
- Saint-Martin-de-Boubaux
- Saint-Martin-de-Lansuscle
- Saint-Michel-de-Dèze
- Saint-Privat-de-Vallongue
- Sainte-Croix-Vallée-Française
- Vebron
- Ventalon-en-Cévennes